# باتريسيو بيرالتا
باتريسيو بيرالتا (بالإسبانية: Patricio Peralta)‏ هو لاعب كرة قدم ومدرب كرة قدم تشيلي في مركز الدفاع، ولد في 13 أغسطس 1985 في تالكاهوانو في تشيلي. لعب مع نادي كوكيمبو أونيدو.

## وصلات خارجية
- باتريسيو بيرالتا على موقع قاعدة بيانات كرة القدم.إي يو (الإنجليزية)
- باتريسيو بيرالتا على موقع Soccerway.com (الإنجليزية)